# ماینتال
شهر ماینتال (به آلمانی: Maintal) در ایالت هسن در کشور آلمان واقع شده‌است.

## تاریخچه
این شهر به طور مصنوعی در سال 1974 در جریان اصلاحات اداری هسین با ادغام شهر دورنیگهیم (بزرگترین ناحیه ماینتال کنونی) با شهرهای مجاور بیشوفسهایم، هوخشتات و واخنبوخن ایجاد شد.